# Megyer (quartier)
Megyer ([ˈmɛɟɛɾ]) est un quartier situé dans le 4e arrondissement de Budapest. 